# يان بيك
يان بيك (بالإنجليزية: Ian Beck)‏ هو كاتب بريطاني، ولد في 31 يوليو 1947 في برايتون في المملكة المتحدة.

## وصلات خارجية
- يان بيك على موقع ديسكوغز (الإنجليزية)